# Мирослав Стефановић
Мирослав Стефановић (Штубик, 28. септембар 1952) дугогодишњи дописник, новинар и уредник у „Вечерњим Новостима”.

## Каријера
У новинарству је непрекидно, професионално, провео више од 40 година. Почео је као дописник зајечарског листа „Тимок“ из Неготина, а потом је био новинар овог недељника у редакцији у Зајечару. За сталног дописника „Политике Експрес“ из западне Србије, са седиштем у Ужицу (тадашње Титово), одлази 1978. године. Шест година је провео као дописник „Вечерњих Новости“ из Зајечара и Ниша, а најдуже, више од 15 година, био је шеф Дописништва „Вечерњих Новости“ за Војводину са седиштем у Новом Саду.
Стваралаштвом се опробао и на Телевизији Нови Сад, као спољни сарадник, припремајући прилоге за ударни Тв дневник "У пола осам", а потом и репортаже које су емитоване у радо гледаним емисијама "Швенк" и "Панорама".
Као дописник и репортер “Новости” извештавао је са најважнијих догађаја у земљи, писао, репортаже које се памте, бележио људске судбине: од рудара у борском руднику до паора на војвођанским њивама; био хроничар и коментатор актуелних дешавања, специјални извештач многих збивања из иностранства. Мноштво истраживачких текстова и репортажа написао је не само из Србије и бивше Југославије, већ и из Турске, посебно из Истанбула, затим из Велике Британије, Русије, Грчке, Португалије, Италије, Аустрије, Румуније, Мађарске, Немачке, Данске, Шведске, са Хиландара, итд.
Под псеудонимом Војислав Стеванчев, седам година је радио за „Илустровану политику“ као спољни сарадник-репортер. Радећи као уредник у редакцији „Новости“, од 2001. године, прошао је готово све рубрике: четири пута је био шеф дневне редакције (Деск), уређивао рубрике: друштво, хронику, репортаже, а по потреби и друге рубрике у листу; био шеф дописничке редакције и уредник недељног броја, затим уредник специјалних и редовних додатака, издања „Новости” за Европу, недељника „Новости плус“, одговорни уредник листа „Огласи”, уређивао додатке о туризму. На свим новинарским и уредничким местима показао врхунски професионализам, одличну сарадњу са новинарима и осталим људима са којима је сарађивао у припремању новина, као и одлично руковођење редакцијом у време док је био шеф ДЕСК-а. Професионалац, често помињан „као ђак старе школе „Новости”, који је, текстовима и уређивачким потезима, оставио дубоки траг у “Новостима” и својим вишедеценијским радом достигао врхунац у новинарству и у овој редакцији. После пензионисања, 2014. и проведених 40 година у новинарству, писао је за „Политикин“ недељни додатак „Магазин“.

## Публицистика (књиге)
- „Ка другој обали”, 1992.
- „Писма преживелих”, 1993.
- „Пространство, плаво: Попов Стева”, 1994. (књига, на српском и енглеском, о познатом пилоту Стеви Попову)
- „Црни дневник цариградски”, 1996.
- „Шарварске оловне сузе”, 1999.
- „Рат ваздушни, патње земаљске” (два издања), 1999. и 2011. (о Нато бомбардовању Новог Сада 1999)
- „Код три шешира” о чувеној скадарлијској кафани, 2017. и 2018. (два издања, на српском и енглеском, у тиражу од 5.000 примерака).[1]

## Признања
- Годишња награда „Новости“ „За ексклузивни прилог и текстове који се памте”, 1991.
- Годишња награда „Новости” „За уређивачки потез”, 2005.
- Награде на Интернационалном фестивалу репортажа - Сомбор, Апатин и Београд (бронзана повеља и дипломе), 1999, 2000, 2014. и 2017.
- Златна значка КПЗ Србије, 1996.
- Српско академско друштво „Византија“ доделило му је „Мајсторско писмо“ за мајсторски допринос у уметности и култури, инспирисаној византијским узорима, 2018.
- Златна плакета НИП "Новости", 16. октобра 1993. поводом Дана "Новости".
- Признање Српског народног савеза из Питсбурга (Америка), 20. октобра 1992. за серију текстова о нашим људима у свету и публицистику.
- Захвалница часописа "Глас Тамнаве" и Српског академског друштва "Византија", "за све ове године сарадње и за учешће на мултимедијалној вечери Милутин и пријатељи", 2022.године.